# چارلز دیرا
چارلز دیرا (انگلیسی: Charles Dera؛ زاده ۲۱ دسامبر ۱۹۷۸) یک بازیگر پورنوگرافی اهل ایالات متحده آمریکا است.